# John Kerr (fyzik)
John Kerr (17. prosince 1824 – 15. srpna 1907) byl skotský fyzik a průkopník v oblasti elektrooptiky. Nejvíce se proslavil objevem jevu, který se dnes nazývá Kerrův jev.

## Život
Narodil se 17. prosince 1824 v Ardrossanu ve Skotsku.
V letech 1841 až 1846 studoval ve městě Glasgow a následně na Teologické fakultě Svobodné skotské církve v Edinburghu.
Od roku 1857 působil jako lektor matematiky na Free Church Training College v Glasgow, kde 15. srpna 1907 zemřel. Bylo mu 82 let.

## Dílo
Jeho nejvýznamnější prací byl objev dvojího lomu v pevných a kapalných dielektrikách v elektrostatickém poli, který je dnes známý jako Kerrův jev.
Patřil mezi první zastánce metrického systému ve Velké Británii.

## Ocenění
- Čestný doktorát Glasgowské univerzity (1864)
- člen Královské společnosti (1890)
- Královská medaile Královské společnosti (1898)
- penze podle občanského seznamu (1902)